# Ōgetsuhime
Ōgetsuhime u Ohogetsuhime (大宜都比売, 大気都比売神, 大宜津比売神?) es una deidad que aparece en la mitología japonesa. Esta diosa representa a los cereales.

## El relato
Según el Kojiki, durante la creación de Japón, Izanagi e Izanami dieron a nacimiento varias islas, entre ellos la isla de Iyo-no-futana-no-shima (actual Shikoku). Esta isla poseía cuatro caras, una de ellas era Ōgetsuhime y representaba la provincia de Awa.
Ōgetsuhime vuelve a aparecer luego del exilio de Susanoo de Takamagahara (el Paraíso), cuando éste al llegar al mundo terrenal se encontraba hambriento y acudió ante Ōgetsuhime para que le diera de comer; ella accede de manera generosa otorgándole manjares a Susanoo. Al preguntarle cómo ella producía comida tan deliciosa, Ōgetsuhime le respondió que los ingredientes se los sacaba de la nariz, de la boca y del recto y que luego los cocinaba. Al ver que lo que comía provenía de lugares muy desagradables, Susanoo enfureció y la mata desmembrándola. De su cadáver comienzan a nacer de su cabeza gusanos de seda, de sus ojos nacen plantas de arroz, de su oreja nace mijo, de su nariz nace azuki, de sus genitales, trigo; y de su recto, soya.

## Análisis
La muerte de Ōgetsuhime según el Kojiki indica la aparición de los Cinco granos (五穀 Gokoku?), alimentos básicos en la dieta japonesa y de la sericultura. En el Nihonshoki, se relata una historia parecida, pero en este caso Tsukuyomi, dios de la luna, desmembró a Ukemochi, otra deidad de los alimentos.
A Ōgetsuhime se le rinde tributo como diosa de los cereales y de la sericultura y se le ha sincretizado con el dios Inari.